# خاک‌ورزی سنتی
خاک‌ورزی سنتی (به انگلیسی: Conventional tillage) به عملیات خاک‌ورزی گفته می‌شود که استاندارد برای یک مکان و محصول خاص در نظر گرفته می‌شود و تمایل به دفن بقایای محصول دارد. این روش معمولاً به عنوان پایه‌ای برای تعیین اثربخشی هزینه روش‌های مهار فرسایش در نظر گرفته می‌شود.